# Stacy
Stacy és una població dels Estats Units a l'estat de Minnesota. Segons el cens del 2000 tenia 1.278 habitants.

## Demografia
Segons el cens del 2000, Stacy tenia 1.278 habitants, 466 habitatges, i 326 famílies. La densitat de població era de 448,6 habitants per km².
Dels 466 habitatges en un 42,1% hi vivien nens de menys de 18 anys, en un 48,9% hi vivien parelles casades, en un 13,5% dones solteres, i en un 30% no eren unitats familiars. En el 22,5% dels habitatges hi vivien persones soles el 5,2% de les quals corresponia a persones de 65 anys o més que vivien soles. El nombre mitjà de persones vivint en cada habitatge era de 2,74 i el nombre mitjà de persones que vivien en cada família era de 3,23.
Per edats la població es repartia de la següent manera: un 32,6% tenia menys de 18 anys, un 9,3% entre 18 i 24, un 36,9% entre 25 i 44, un 16% de 45 a 60 i un 5,2% 65 anys o més.
L'edat mediana era de 29 anys. Per cada 100 dones de 18 o més anys hi havia 108,2 homes.
La renda mediana per habitatge era de 42.026 $ i la renda mediana per família de 45.288 $. Els homes tenien una renda mediana de 36.029 $ mentre que les dones 25.192 $. La renda per capita de la població era de 16.893 $. Entorn del 7,9% de les famílies i el 9,4% de la població estaven per davall del llindar de pobresa.

## Poblacions més properes
El següent diagrama mostra les poblacions més properes.